# Draba cruciata
Draba cruciata är en korsblommig växtart som beskrevs av Edwin Blake Payson. Draba cruciata ingår i släktet drabor, och familjen korsblommiga växter. Inga underarter finns listade i Catalogue of Life.